# Атанас Ангеловски
Атанас Ангеловски с псевдоним Гарефи (на македонска литературна норма: Атанас Ангеловски) е гръцки партизанин и деец на Народоосвободителния фронт.

## Биография
Роден е в костурското село Лобаница в 1928 година. Командир е на Демократичната армия на Гърция по време на Гражданската война в Гърция. След като ДАГ е разгромена през 1949 година емигрира в СССР. През 1963 година се завръща в Социалистическа република Македония.